# الأرحضية
الأرْحضيَّة هي موضع تقع بين مكة والمدينة، بالقرب من أبلى وبثر معونة.

## الموقع
تحدد المصادر التاريخية موقع الأرحضية على الطريق الرابط بين مكة والمدينة، مجاورًا لأبلى وبئر معونة.

## التسمية
ذكر ياقوت الحموي أن الاسم يُكتب "بالضاد المعجمة، وياء مشددة".

### فهرس المنشورات
1. 1 2 3  الحموي (1977)، ج. 1، ص. 144.

### معلومات المنشورات كاملة
الكتب مرتبة حسب تاريخ النشر
- ياقوت الحموي (1977)، معجم البلدان (ط. 1)، بيروت: دار صادر، OCLC:1014032934، QID:Q114913343